# Mal de altura (libro)
Mal de altura (en inglés Into Thin Air: A Personal Account of the Mt. Everest Disaster) es un libro del periodista norteamericano Jon Krakauer, publicado en 1997. Trata sobre los sucesos ocurridos en mayo de 1996 en el Everest por los que murieron 12 personas. El best-seller publicado por la editorial Pan Books se basa en un artículo periodístico que Krakauer había publicado en la revista Outside. Fue adaptado en 1997 en un telefilm llamado Camino a la cima: muerte en el Everest.

## Trama
El autor se encontraba ascendiendo el citado 10 de mayo a la cumbre del Everest y se vio inmerso en la misma tormenta que los alpinistas fallecidos, tras haber abandonado la práctica del alpinismo algunos años antes.
Krakauer viajó al Everest como corresponsal de la revista Outside. La intención inicial de la revista era que llegara hasta el campo base para escribir sobre la "comercialización" de la montaña, es decir, la presencia cada vez mayor de expediciones comerciales en el Everest y, en menor medida, en otras montañas. Krakauer solicitó un año de plazo para ponerse en forma e intentar alcanzar la cima.
Krakauer se enroló en la expedición de una de estas agencias, llamada "Adventure Consultants", liderada por Rob Hall. En su libro narra cómo las capacidades de los clientes eran muy diversas, desde los que acudían bien preparados y con experiencia, hasta los que no cumplían ninguno de estos dos requisitos. Hall señaló las 14:00 horas como la hora límite para alcanzar la cima, señalando que el que no lo hubiera hecho a esa hora, debía dar la vuelta. Pero no insistió mucho en ello.
A esa hora, pocos miembros de la expedición habían alcanzado la cima, Krakauer entre ellos. El propio Rob Hall llegó a las 16:00, entre los rezagados, justo detrás de otro grupo compuesto por miembros de la expedición "Mountain Madness", una empresa rival, liderada por Scott Fischer.
Aquella tarde se desató una tormenta que alcanzó a Krakauer cerca ya del campo-4, pero a muchos de los rezagados les alcanzó cerca de la cima. La nieve cubrió las cuerdas fijas y borró la huella abierta en la subida y la ventisca dificultaba la visión.
Neal Beidleman, un guía de la expedición "Mountain Madness" logró conducir a tres de sus clientes hasta la seguridad de las tiendas. Desde ellas salió otro de los guías, Anatoli Bukréyev, que rescató a todos los demás, salvo a dos de ellos. Uno de ellos, Beck Weathers, después de haber pasado más de 24 horas en el collado sur a la intemperie en estado comatoso, logró volver por su propio pie, si bien sufrió congelaciones de las que tuvo que ser intervenido. Los líderes de ambas expediciones fallecieron, así como uno de los guías de la expedición de Hall, que salió a buscarle a él y a uno de sus clientes.
En su libro, Krakauer, que admite haber sufrido el síndrome de culpabilidad del superviviente, es muy crítico con la existencia de las mencionadas expediciones comerciales. En su opinión, éstas pasan por alto muchas veces las más elementales normas de seguridad en su intento de captar clientes, a menudo insuficientemente preparados, y llevarlos a la cima. Estas críticas incluían a los experimentados guías de dichas expediciones. Uno de ellos, Anatoli Bukréyev, colaboró activamente en la elaboración de "La escalada. Trágicas ambiciones sobre el Everest" (1997), libro que, basándose en los mismos hechos y bien documentado, exponía un punto de vista diferente sobre los mismos, si bien no podía dejar de ser crítico con dicha forma de explotación de la montaña.